# Gieterse punter

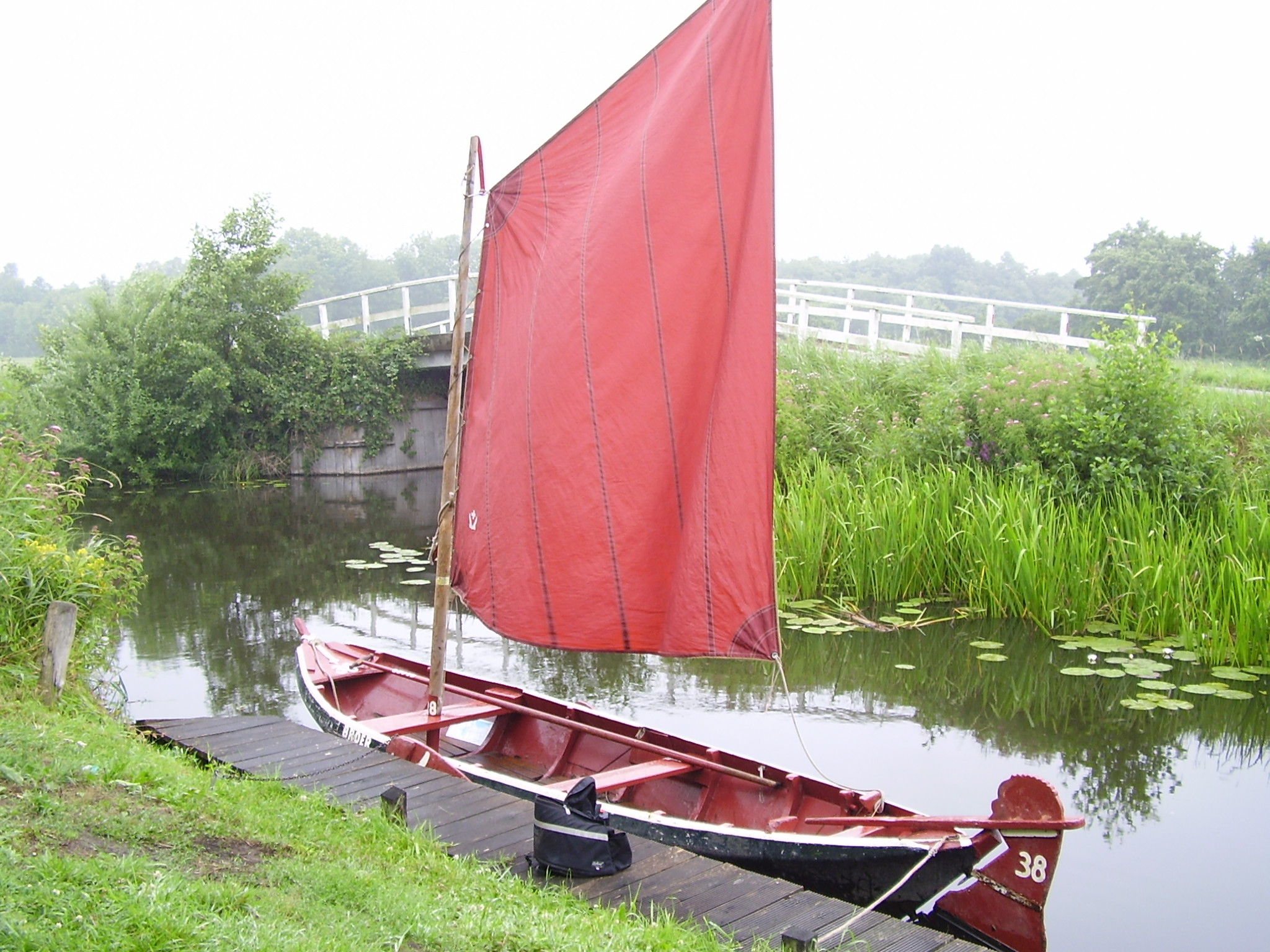
Gieterse punter met sprietzeil

De Gieterse punter, noordwesthoekpunter of achtspander is een vrij kleine variant punter uit Giethoorn of de buurt van Giethoorn. Momenteel is de Gieterse punter waarschijnlijk de meest voorkomende en bekendste vorm van de punter, en heeft net als andere puntervarianten een nagenoeg platte, lancetvormige onderkant, rechte, sterk hellende (vallende) stevens en hoekige spanten.
De afmetingen van de Gieterse punter zijn ongeveer 6,3 bij 1,5 meter. Van oorsprong had dit type punter slechts één zwaard met een handgreep voor het verhangen.
De Belter punter komt uit de streek van Belt-Schutsloot en het Belterwijde en lijkt zeer sterk op de Gieterse punter. Deze soort heeft in verband met de diepte van de Kleine Belterwijde, die bomen onmogelijk maakt, roeidollen.

## Fotogalerij

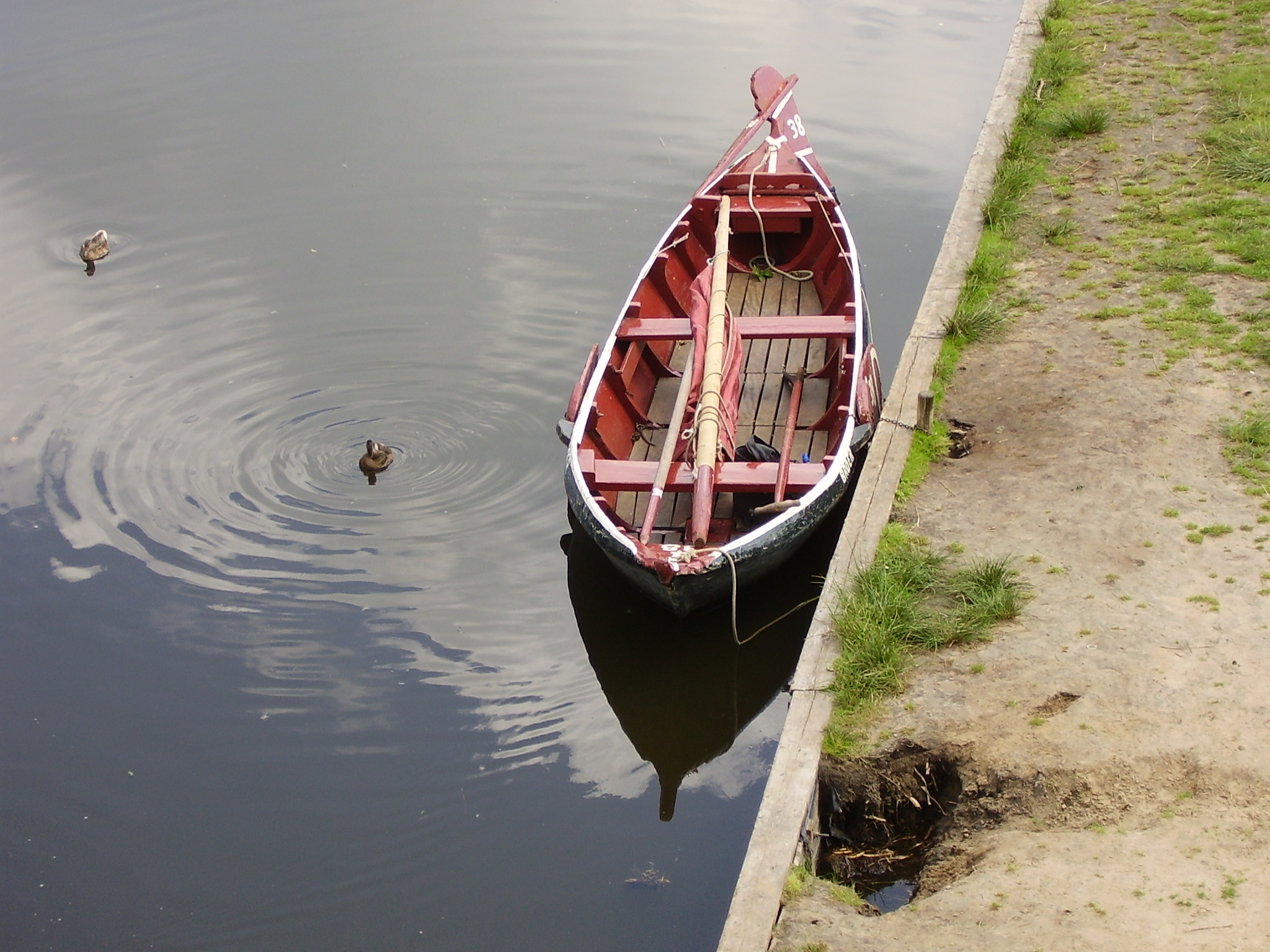
De mast met het zeil ligt in de boot.